# Lavinifia rufiventris
Lavinifia rufiventris là một loài tò vò trong họ Ichneumonidae.